# Lato (Schriftart)
Lato ist eine serifenlose und freie Schriftart von Łukasz Dziedzic. Sie wurde im Sommer 2010 entwickelt und im Dezember 2010 unter der SIL Open Font License veröffentlicht. Die Schriftart hat ihren Namen von dem polnischen Wort Lato, welches für Sommer steht. Bei der Entwicklung wurde Łukasz Dziedzic von Google unterstützt. Lato ist daher auch in der Google Font Library zu finden, wo sie zu den beliebtesten Schriftarten gehört.

## Varianten
Lato steht unter folgenden Versionen zur Verfügung, zu welchen jeweils auch eine eigene kursive Version existiert.
- Hairline
- Thin
- Light
- Regular
- Medium
- Semibold
- Bold
- Heavy
- Black

## Carlito

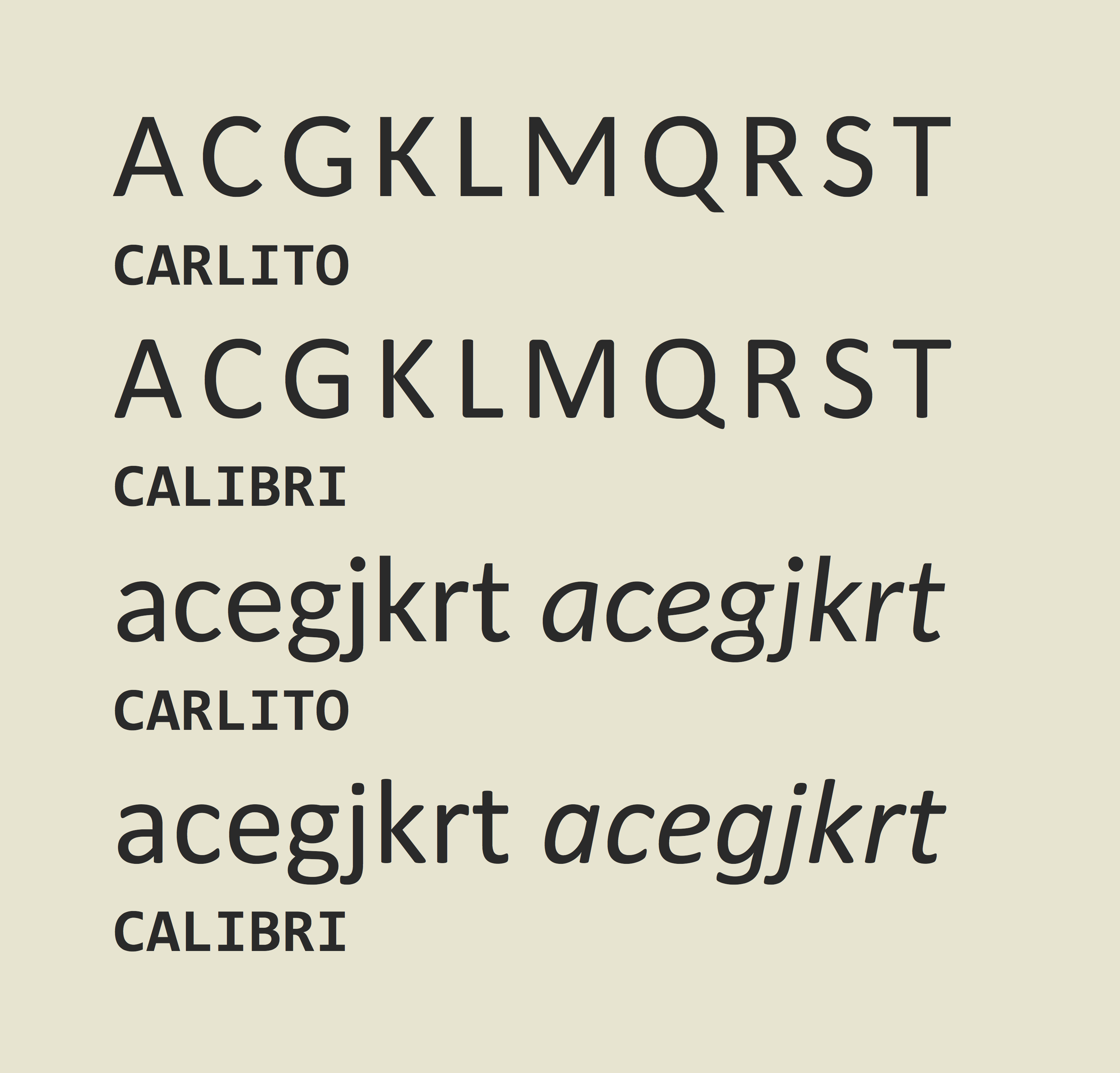
Carlito im Vergleich zu Calibri

Carlito ist eine Variante von Lato mit der Laufweite von Calibri, der Standardschriftart von Microsoft Office ab 2007 und enthalten ab Windows Vista. Da Calibri somit in vielen Dokumenten verwendet wird, deren Layout z. B. in Textverarbeitungsprogrammen auf freien Betriebssystemen nicht korrekt dargestellt würde, ist Carlito eine Alternative zum Erwerb einer Lizenz für Calibri und in Googles Crosextra-Paket enthalten. Die Glyphen in Carlito bzw. Lato sehen jedoch weiterhin anders aus, da beispielsweise nicht alle Ecken abgerundet sind.